# Gaetano Sanseverino
Gaetano Sanseverino (Nápoles, 7 de agosto de 1811 – Nápoles, 16 de novembro de 1865) foi um padre, teólogo e filósofo italiano, considerado um dos maiores precursores do neotomismo.

## Biografia
Transferiu-se em tenra idade para Nola da antiga Nápoles para frequentar o seminário diocesano onde seu tio era reitor. Depois da ordenação, continuou o estudo da filosofia com a intenção de confrontar os vários sistemas filosóficos, principalmente aqueles que gozavam de popularidade na Itália da época, como o cartesianismo. O estudo comparado dos vários sistemas lhe permitiu um conhecimento mais aprofundado da Escolástica, sobretudo das obras de Santo Tomás, e da ligação íntima entre a Escolástica e a Patrística. Desde então, e até o fim de sua vida, a única preocupação foi a restauração da filosofia escolástica, não só com escritos, mas com lições, conferências e discussões. A sua preparação em matéria filosófica lhe permitiu tornar, com menos de 30 anos, professor de lógica e metafísica no seminário de Nápoles. Foi também cônego da catedral da própria cidade. Em 1840 fundou a revista La Scienza e la Fede que continuou a ser lançada até 1887, sob cuidado de seus discípulos Nunzio Signoriello e Antonio D'Amelio, a mais de 20 anos de distância da morte do filósofo. Em 1851 foi chamado por Ferdinando II para ensinar filosofia moral na Universidade dos Estudos de Nápoles, e foi encarregado também de preparar um manual oficial para as escolas do Reino das Duas Sicílias. Sanseverino escreveu o manual tendo em vista Os principais sistemas da filosofia do critério, confrontados com a doutrina dos Santos Padres e dos Doutores medievais. Com a unidade da Itália, Sanseverino foi progressivamente marginalizado e posto em condições de abandonar o ensino universitário. Continuou, contudo, a ensinar no seminário de Nápoles. Morreu na cidade partenopeia no decorrer de uma epidemia de cólera na idade de 54 anos.

## A obra
Profundo conhecedor de Santo Tomás e da filosofia medieval, Sanseverino publicou, nos anos quarenta do século XIX, alguns interessantes ensaios sobre filósofos modernos, entre os quais Immanuel Kant e Baruch Spinoza. Em 1849 começou a se ocupar mais especificamente com Santo Tomás e da doutrina tomista com o livro A doutrina de Santo Tomás sobre a origem do poder e sobre o pretenso direito de resistência, sendo seguido oito anos mais tarde por Ensaio de teologia escolástica em defesa da angeologia de Santo Tomás de Aquino contra os sofismas de G. Reynaud (1857).
Entre 1850 e 1853, saiu o denso Os principais sistemas da filosofia do critério, confrontados com a doutrina dos Santos Padres e dos Doutores Medievais, uma ampla e sapientíssima disquisição sobre a filosofia iluminista do século XVIII e da filosofia contemporânea a ela (entre as quais a de Gioberti) confutada na base da lógica dos maiores representantes do cristianismo medieval.
A sua obra-prima, em cinco volumes, foi publicada só entre 1862 e 1865. Trata-se do célebre tratado, redigido em língua latina, Philosophia christiana cum antiqua et nova comparata, que tem por objetivo a história da lógica no âmbito da filosofia cristã. Um sexto volume, já projetado, jamais viu a luz do diz por causa de sua morte repentina. A obra ganhou uma versão resumida para uso de seus estudantes no seu Philosophia christiana cum antiqua et nova comparata in compendium redacta ad usum scholarum clericalium, lançada em 1866. Entre (1865-1870), foi publicada em Nápoles a versão definitiva dos Elementa. A obra, lida e muito citada na segunda metade do século XIX e durante todo o século XX, se articula em quatro tomos, dos quais os últimos dois, Antropologia e Teologia natural, foram lançados postumamente respectivamente três e cinco anos depois da morte do filósofo graças à iniciativa de um aluno seu, Nunzio Signoriello. Este assumiu o encargo de dirigir, depois do desaparecimento do próprio fundador (1865), as publicações da revista de Sanseverino La Scienza e la Fede, que, no final de 1887, manteve vivo o interesse, em Nápoles e na Itália, sobre a filosofia cristã medieval e o tomismo.

## Obras publicadas (seleção)
- Delle teorie kantiane difese da O. Colecchi nella sua opera che per titolo: sopra alcune questioni le più importanti della filosofia, Nápoles, La Scienza e la fede, 1843-1844.
- Il razionalismo teologico dei più celebri filosofi tedeschi e francesi da Kant insino ai nostri giorni, em La Scienza e la Fede, 1843-1845.
- Spinoza e i moderni razionalisti, Nápoles, La Scienza e la fede, 1845-1847.
- La dottrina di s. Tommaso sull'origine del potere e sul preteso diritto di resistenza, Nápoles, (1ª edição, 1849), nova edição (com introdução de F. Di Mieri), Nápoles, Giannini, 1997.
- Saggio di teologia scolastica in difesa dell'angeologia di S. Tommaso d'Aquino contro i sofismi di G. Reynaud, Nápoles, Tip. Manfredi (?), 1857.
- Elementa philosophiae theoreticae ad usum cleri neapolitani, Nápoles, Tipografia Manfredi, 1858.
- Philosophia christiana cum antiqua et nova comparata, em cinco volumes, Nápoles, Tip. Manfredi, 1862-1866.
- Institutiones seu Elementa philosophiae christianae cum antiqua et nova comparata, em três e em 4 volumes, Nápoles, Tip. Manfredi, 1865-1870.
- Philosophia christiana cum antiqua et nova comparata in compendium redacta ad usum scholarum clericalium, em 2 volumes, Nápoles, Tip. Manfredi, 1866.
- Compendio della filosofia cristiana comparata con le dottrine de' filosofi antichi e moderni, em 2 volumes ( latina Versão italiana da precedente latina), Nápoles, Biblioteca cattolica, 1872.